# توماس فرنسيس غيلروي
توماس فرنسيس غيلروي هو سياسي أمريكي، ولد في 3 يونيو 1840 في سلايغو في جمهورية أيرلندا، وتوفي في 1 ديسمبر 1911 في نيويورك في الولايات المتحدة. نشط حزبياً في الحزب الديمقراطي. وقد انتخب عمدة مدينة نيويورك (1893 – 1894).